# Silnice I/48
Die Silnice I/48 (tschechisch für: „Straße I. Klasse 48“) ist eine tschechische Staatsstraße (Straße I. Klasse).
Bei der Straße handelt es sich um den noch nicht als Autobahn Dálnice 48 ausgewiesenen Teil der bis Ende 2015 als Rychlostní Silnice 48 bezeichneten Straße zwischen der Autobahn Dálnice 1 bei der Anschlussstelle (exit) 311 bei Bělotín (Bölten) mit Fortsetzung über Nový Jičín (Neutitschein) und Příbor (Freiburg in Mähren) nach Frýdek-Místek. Der Verlauf ist bei der Dálnice 48 dargestellt.